# Olga Conte
Olga Beatriz Conte (* 7. April 1966) ist eine ehemalige argentinische Leichtathletin, die sich auf den Sprint spezialisiert hat. Sie wurde Südamerikameisterin über 200 und 400 Meter sowie in der 4-mal-100-Meter-Staffel und siegte 1990 über 200 und 400 Meter bei den Südamerikaspielen. Damit zählt sie zu den erfolgreichsten Leichtathletinnen ihres Landes der später 80er und 90er Jahre. Zudem ist sie bis heute Inhaberin des Landesrekordes im 400-Meter-Lauf.

## Sportliche Laufbahn
Erste Erfahrungen bei internationalen Meisterschaften sammelte Olga Conte vermutlich im Jahr 1987, als sie bei den Südamerikameisterschaften in São Paulo in 24,60 s den siebten Platz im 200-Meter-Lauf belegte und über 400 Meter mit 56,2 s auf Rang sechs gelangte. Zudem siegte sie in 45,45 s gemeinsam mit Milagros Allende, Laura de Falco und Deborah Bell mit der argentinischen 4-mal-100-Meter-Staffel und sicherte sich mit der 4-mal-400-Meter-Staffel in 3:43,56 min gemeinsam mit Viviana Cortés, Milagros Allende und Laura de Falco die Silbermedaille hinter dem brasilianischen Team. Im Jahr darauf schied sie bei den Ibero-Amerikanischen Meisterschaften in Mexiko-Stadt mit 24,31 s und 55,37 s jeweils im Vorlauf über 200 und 400 Meter aus. Mit der 4-mal-100-Meter-Staffel belegte sie in 46,32 s den vierten Platz und mit der 4-mal-400-Meter-Staffel gelangte sie mit 3:42,17 min auf Rang sechs. 1989 siegte sie bei den Südamerikameisterschaften in Medellín in 23,33 s über 200 Meter und belegte in 11,6 s den vierten Platz im 100-Meter-Lauf. Zudem gewann sie über 400 Meter in 53,47 s die Silbermedaille hinter der Kolumbianerin Norfalia Carabalí. Im Jahr darauf gewann sie bei den Ibero-Amerikanischen Meisterschaften in Manaus in 23,96 s die Bronzemedaille über 200 Meter hinter der Spanierin Cristina Castro und Lucrécia Jardim aus Portugal und im 400-Meter-Lauf musste sie sich in 53,85 s der Brasilianerin Maria Magnólia Figueiredo und Blanca Lacambra aus Spanien geschlagen geben. Zudem belegte sie mit der 4-mal-400-Meter-Staffel in 3:44,2 min den vierten Platz. Anschließend siegte sie bei den Südamerikaspielen in Lima in 25,24 s über 200 Meter sowie in 55,03 s auch über 400 Meter.
1991 startete sie über 200 Meter bei den Weltmeisterschaften in Tokio und schied dort mit 24,97 s in der ersten Runde aus. 1993 gewann sie bei den Südamerikameisterschaften in Lima in 24,7 s die Bronzemedaille über 200 Meter hinter der Kolumbianerin Patricia Rodríguez und Kátia Regina Santos aus Brasilien. Zudem gewann sie in beiden Staffelbewerben in 45,9 s und 3:43,42 min jeweils die Silbermedaille hinter dem brasilianischen Team. Im Jahr darauf schied sie bei den Ibero-Amerikanischen Meisterschaften in Medellín mit 25,98 s im Vorlauf über 200 Meter aus und belegte in 60,12 s den sechsten Platz über 400 Meter. Zudem gelangte sie mit der 4-mal-100-Meter-Staffel mit 46,97 s auf Rang vier. 1995 kam er bei den Panamerikanischen Spielen in Mar del Plata mit 23,81 s und 55,32 s jeweils nicht über die Vorrunde über 200 und 400 Meter hinaus und belegte in beiden Staffelbewerben in 46,01 s und 3:46,46 min jeweils den fünften Platz. Im Jahr darauf belegte er bei den Ibero-Amerikanischen Meisterschaften in Medellín in 23,45 s den vierten Platz im 200-Meter-Lauf und wurde in 52,95 s auch über 400 Meter Vierte. 1997 siegte sie in 53,41 s über 400 Meter bei den Südamerikameisterschaften in Mar del Plata und sicherte sich über 200 Meter in 23,90 s die Bronzemedaille hinter der Kolumbianerin Felipa Palacios und Lucimar Aparecida de Moura aus Brasilien. Zudem gewann sie in beiden Staffelbewerben in 46,18 s und 3:40,72 min die Bronzemedaille. Anschließend schied sie bei den Weltmeisterschaften in Athen mit 55,82 s in der ersten Runde über 400 Meter aus. 1998 bestritt sie ihre letzten offiziellen Wettkämpfe und beendete daraufhin ihre aktive sportliche Karriere im Alter von 32 Jahren.
1998 wurde Conte argentinische Meisterin im 200-Meter-Lauf.

## Persönliche Bestzeiten
- 100 Meter: 11,95 s (+0,8 m/s), 23. März 1997 in Buenos Aires
- 200 Meter: 23,45 s (+1,1 m/s), 12. Mai 1996 in Medellín
- 400 Meter: 52,50 s, 23. März 1997 in Buenos Aires (argentinischer Rekord)